# Liste der Mitglieder der American Academy of Arts and Sciences/1884
Im Jahr 1884 wählte die American Academy of Arts and Sciences 14 Personen zu ihren Mitgliedern.

## Neugewählte Mitglieder
- Cleveland Abbe (1838–1916)
- Adolf von Baeyer (1835–1917)
- Heinrich Ernst Beyrich (1815–1896)
- Joseph Thacher Clarke (1856–1920)
- William Morris Davis (1850–1934)
- William Leslie Hooper (1855–1918)
- Alonzo Smith Kimball (1843–1897)
- Edward Laurens Mark (1847–1946)
- Benjamin Osgood Peirce (1854–1914)
- Eduard Schönfeld (1828–1891)
- Jules Francois Simon (1814–1896)
- Julius Thomsen (1826–1909)
- Oliver Clinton Wendell (1845–1912)
- Harold Whiting (1855–1895)